# Компадре (фильм)
«Компадре» — мексиканский кинофильм 2016 года. В главной роли снялся Омар Чапарро, также известный американский актер Эрик Робертс.

## В ролях
- Омар Чапарро
- Джои Морган
- Эрик Элиас
- Эйслинн Дербез
- Эрик Робертс
- Кевин Поллак
- Гектор Хименес
- Камила Соди
- Алехандра Гуильмант
- Франсиско де ла Регуера
- Армандо Эрнандес
- Андрес Дельгадо
- Алехандро Гуетара
- Таша Дабек